# جنت وینترسون
جنت وینترسون (به انگلیسی: Jeanette Winterson) (زادهٔ ۲۷ آگوست ۱۹۵۹ در منچستر) داستان‌نویس بریتانیایی است.

## زندگی
وینترسون در منچستر زاده شد و در ۲۱ ژانویهٔ ۱۹۶۰ به فرزندخواندگی خانواده‌ای بسیار مذهبی از طبقهٔ کارگر پذیرفته شد. در ۱۶ سالگی به دلایل مشکل با مادرش خانه را ترک گفت. او مشاغل مختلفی نظیر بستنی‌فروشی دوره‌گرد، کار در بیمارستان روانی و تزئین اجساد برای تدفین را تجربه کرد. او فوق‌لیسانس خود را در رشتهٔ زبان انگلیسی در ۱۹۸۱ از دانشگاه آکسفورد گرفت.

او خانه‌ای متروکه در شرق لندن خریداری کرده‌است و آن را به محل فروش مواد غذایی ارگانیک تبدیل کرده‌است.

## نویسندگی و سبک
پس از نقل مکان به لندن، اولین رمان وینترسون «پرتقال تنها میوه نیست» در سال ۱۹۸۵ برندهٔ جایزهٔ ویتبرد برای «اولین رمان» شد. در سال ۱۹۸۷ کتاب «اشتیاق» را نوشت؛ داستانی تخیلی و روان‌شناختی دربارهٔ دو جوان که سعی می‌کنند اشتیاق گذشتهٔ خود را دوباره زنده کنند. یکی به هیئت آشپز ناپلئون در جنگ و دیگری زن جوانی در فضای تاریک و فریبندهٔ ونیز، با این اثر او به زمرهٔ نویسندگان حرفه‌ای و تمام‌وقت پیوست. وینترسون کتاب جنس گیلاسرا در سال ۱۹۸۹ به رشتهٔ تحریر درآورد که کاری تجربی و رمزآلود است. در این اثر با دو شخصیت کلیدی «زن-سگی» و «جردن» و زندگی تخیلی و فراواقعی آن‌ها در قرن ۱۶ میلادی روبه‌رو هستیم. «چرا خوشبخت بود وقتی می‌شود معمولی بود» که از سوی خوانندگان مورد استقبال قرار گرفت، روایت زندگی تعدادی از فعالان حقوق زن است که در پی یافتن هویت انسانی و موجودیت خود در جامعه هستند.

رمان‌های وینترسون دل‌مشغول کشف مرزهای جهان فیزیکی و تخیل و هویت‌های جنسی‌اند که برنده جوایز ادبی متعددی شده‌اند.

## زندگی شخصی
در سال ۲۰۰۲، وینترسون به رابطهٔ دوازده‌سالهٔ خود با پگی رینولدز، مجری شبکهٔ رادیویی بی‌بی‌سی خاتمه داد. از آن زمان به بعد او با کارگردان تئاتر، دبرا وارنر و سوزی ابراچ روان درمانگر رابطه دارد. رمان او «اشتیاق» ملهم از رابطهٔ عاشقانه او با پت کاواناگ، کارگزار ادبی او است.

## ترجمه به فارسی

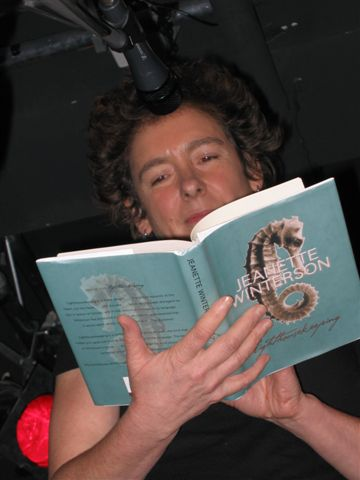

- آزادی فقط برای یک شب (به انگلیسی: The Power Book)،(رمان) تینا حمیدی، نشر قطره، ۱۳۸۳[۲]
- جنس گیلاس (به انگلیسی: Sexing the Cherry)، (رمان) تینا حمیدی، نشر قطره، ۱۳۸۲[۳]
- فانوس دریایی (به انگلیسی: Lightousekeeping)،(نمایش‌نامه) کیوان عبیدی آشتیانی، نشر قطره، ۱۳۸۸[۴]
- پادشاه کاپری (به انگلیسی: The King of Capri)،(داستان کودک)، تینا حمیدی، نشر قطره، ۱۳۸۴[۵]
- وزن (به انگلیسی: Weight)، (رمان) لیلی جمالی، نشر تیسا، ۱۳۹۴[۶]

## جوایز
در سال ۲۰۱۲ کتاب «چرا خوشبخت بود وقتی می‌شود معمولی بود» اثر جنت وینترسون نخستین جایزهٔ بهترین رمان «ماری کلر» در حوزهٔ ادبیات زنان را کسب کرد و به این ترتیب وینترسون برندهٔ نخستین جایزهٔ بهترین رمان «ماری کلر» لقب گرفت؛ جایزه‌ای که از سال ۲۰۱۲ به بعد هر سال از سوی ماهنامهٔ «ماری کلر» برای تجلیل از آثار برتر نویسندگان فرانسوی و غیرفرانسوی در حوزهٔ ادبیات زنان اهدا می‌شود. با در نظر گرفتن دو جایزهٔ بهترین رمان اول و بهترین رمان احساسی، جایزهٔ بهترین رمان ماهنامهٔ «ماری کلر» سومین جایزهٔ ادبی اهدایی از سوی این مجلهٔ فرهنگی در فرانسه به شمار می‌رود.
«جذبه» اثر دلفین برتولن (نشر جی. سی لته) و «مانیفست دوره‌گردی» اثر بلانش دو ریشمون (نشر پلون) دو رقیب اصلی رمان تازهٔ جنت وینترسون برای کسب جایزه به شمار می‌آمدند. این در حالی است که ۲۰ اثر برگزیده در جمع نامزدهای نخستین جایزهٔ رمان «ماری کلر» در سال ۲۰۱۲ قرار گرفته بودند.